# Aquila Airways
Aquila Airways war eine britische Fluggesellschaft mit Sitz in London. Sie betrieb in der Zeit nach dem Zweiten Weltkrieg Linien- und Charterverkehr mit Flugbooten.

## Geschichte

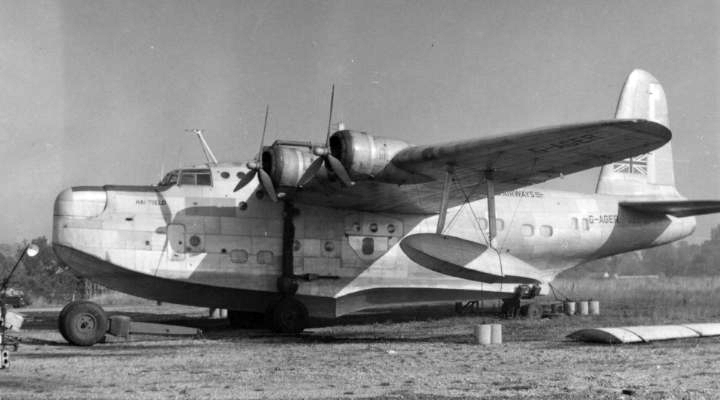
Short Sunderland der Aquila in Hamble

Aquila Airways wurde 1948 von dem ehemaligen RAF-Piloten Barry Aikmen gegründet. Aikmen versuchte, mit Flugbooten Ziele zu erschließen, die zur damaligen Zeit für Landflugzeuge nicht erreichbar waren.
Die Gesellschaft hatte ihre Basis in Southampton, wo sie bereits bestehende Einrichtungen der BOAC für den Flugbootbetrieb übernahm, u. a. Gebäude für die Passagierabfertigung und ein Schwimmdock. Eine Wartungsbasis wurde in Hamble unterhalten, dort war es möglich, die Flugboote für Wartungszwecke aus dem Wasser an Land zu ziehen.
Der Linienbetrieb von Southampton nach Madeira sollte ursprünglich 1948 eröffnet werden. Das wurde durch die Berlin-Blockade verhindert, da die Flugboote der Aquila zur Unterstützung der Berliner Luftbrücke gechartert wurden. Die Flugboote der Aquila flogen dabei von der Elbe in Hamburg zum Großen Wannsee nach Berlin. Insgesamt wurden 265 Flüge absolviert, für die die Aquila drei Flugboote einsetzte. Nachdem sich im Winter Eis auf den Havelseen bildete, wurden die Flüge eingestellt und auch im Frühjahr nicht wieder aufgenommen, da inzwischen leistungsfähigere landgebundene Maschinen in ausreichender Anzahl zur Verfügung standen. 

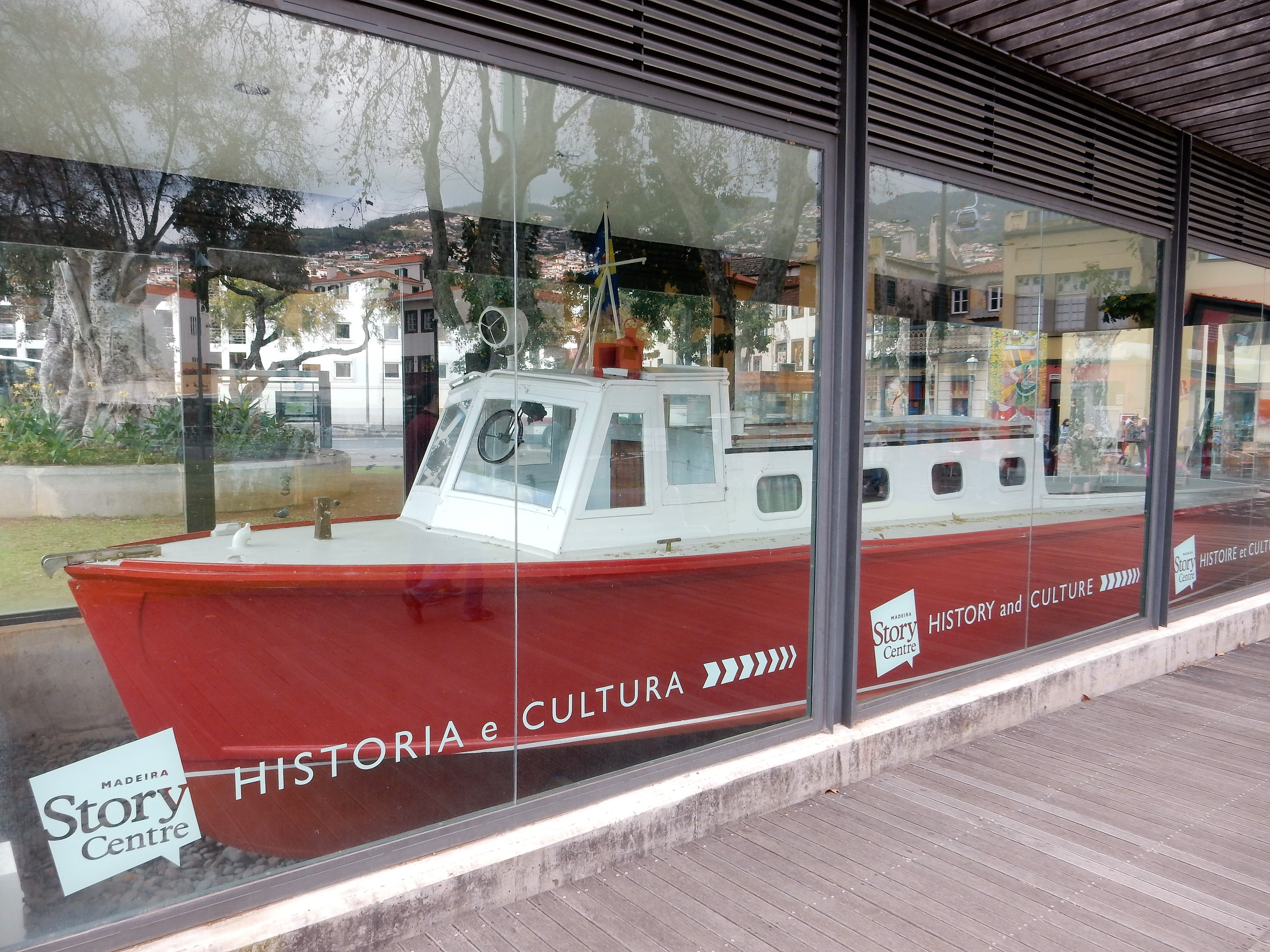
Barkasse Aquila, die der Fluggesellschaft vor Funchal als Tower diente, vor dem Madeira Story Centre

 Am 24. März 1949 wurde der Liniendienst nach Madeira eröffnet. Später wurde ein Zwischenhalt in Lissabon eingelegt und die Strecke nach La Palma weitergeführt. In den Jahren 1949 und 1950 wurde ein saisonaler Liniendienst nach Jersey angeboten, ab 1950 auch Flüge nach Edinburgh und Glasgow. Ab 1957 wurde auch Montreux angeflogen. Ab dem gleichen Jahr wurden Linienflüge von Marseille nach Korfu und Palermo realisiert. 
Aquila Airways absolvierte auch Charterflüge, u. a. für Truppentransporte nach Lagos und Freetown sowie 1956 nach Fanara zur Evakuierung von Briten aus der Suezkanalzone. Der längste Flug führte 1952 von Southampton zu den Falklandinseln. Auch Frachtflüge wurden absolviert, u. a. wurden die Ausrüstungen für die Dreharbeiten des Films Moby Dick transportiert.
Im März 1953 wurde Aquila Teil der British Aviation Group (Britavia), um Kapital für die weitere Expansion zu erhalten. 1956 verließ Barry Aikman die Gesellschaft. Die portugiesische Regierung subventionierte Ende der 1950er-Jahre den Flugbetrieb der Gesellschaft zwischen Lissabon und Madeira, dennoch waren die Linienflüge auf dieser Strecke unrentabel. Aquila Airways beantragte im Frühjahr 1958 höhere staatliche Zuschüsse, was aber von der portugiesischen Regierung abgelehnt wurde. Die britische Gesellschaft gab daraufhin im Sommer 1958 die Einstellung ihres Betriebs zum 1. Oktober 1958 bekannt. Zeitgleich nahm die portugiesische ARTOP Linhas Aéreas den Betrieb zwischen 
Lissabon und Madeira mit Flugbooten auf.

## Flotte
Insgesamt setzte Aquila 20 Flugboote ein, und zwar
- 13 Short S. 25 Sunderland
- 2 Short Sandringham, die Zivilversion der Short Sunderland, und
- 5 Short S.45 Solent

Bei Einstellung des Flugbetriebs waren noch drei S.45 Solent in Betrieb.

## Zwischenfälle
- Am 15. November 1957 stürzte eine Short Solent 3 der Aquila Airways (G-AKNU) nach dem Ausfall von zwei Motoren im Anflug auf Southampton in die Wand eines Steinbruchs bei Chessell (Isle of Wight). Von den 58 Menschen an Bord wurden 45 getötet.[1][2]

- An der Short Sandringham G-ANAK kam es auf der Basis im Hamble zu einem Totalschaden, bevor sie in den Dienst übernommen wurde.

- Die Short Solent G-ANAJ wurde bei einem Sturm vor Madeira am 26. September 1956 an Land geworfen und so schwer beschädigt, dass sie abgewrackt werden musste.